# Tiếng Nga
Tiếng Nga (Русский язык, Russkiy yazyk, phát âm [ˈruskʲɪj jɪˈzɨk] ⓘ) là một ngôn ngữ Đông Slav bản địa của người Nga ở Đông Âu. Nó là một ngôn ngữ chính thức ở Nga, Belarus, Kazakhstan, Kyrgyzstan, cũng như được sử dụng rộng rãi ở khắp các quốc gia Baltic, Kavkaz và Trung Á. Tiếng Nga thuộc họ ngôn ngữ Ấn-Âu, là một trong bốn thành viên còn sống của các ngôn ngữ Đông Slav, và là một phần của nhánh Balto-Slavic lớn hơn. Tiếng Nga có những từ tương tự với tiếng Serbia, tiếng Bungary, tiếng Belarus, tiếng Slovak, tiếng Ba Lan và các ngôn ngữ khác có nguồn gốc từ nhánh Slav của ngữ hệ Ấn-Âu.
Tiếng Nga là ngôn ngữ thực tế của Liên Xô cho đến khi nó giải thể vào ngày 26 tháng 12 năm 1991. Tiếng Nga được sử dụng chính thức hoặc trong đời sống công cộng ở tất cả các quốc gia hậu Xô Viết. Một số lượng lớn người nói tiếng Nga cũng có thể được tìm thấy ở các quốc gia khác, chẳng hạn như Israel và Mông Cổ.
Tiếng Nga là ngôn ngữ mẹ đẻ lớn nhất ở Châu Âu và là ngôn ngữ địa lý phổ biến nhất ở Âu-Á. Đây là ngôn ngữ Slav được sử dụng rộng rãi nhất, với tổng số hơn 258 triệu người nói trên toàn thế giới. Tiếng Nga là ngôn ngữ được sử dụng nhiều thứ bảy trên thế giới theo số người bản ngữ và là ngôn ngữ được sử dụng nhiều thứ tám trên thế giới theo tổng số người nói. Ngôn ngữ này là một trong sáu ngôn ngữ chính thức của Liên hợp quốc. Tiếng Nga cũng là ngôn ngữ phổ biến thứ hai trên Internet, sau tiếng Anh.
Tiếng Nga phân biệt giữa âm vị phụ âm có phát âm phụ âm và những âm vị không có, được gọi là âm mềm và âm cứng. Hầu hết mọi phụ âm đều có đối âm cứng hoặc mềm, và sự phân biệt là đặc điểm nổi bật của ngôn ngữ. Một khía cạnh quan trọng khác là giảm các nguyên âm không nhấn. Trọng âm, không thể đoán trước, thường không được biểu thị chính xác  mặc dù trọng âm cấp tính tùy chọn có thể được sử dụng để đánh dấu trọng âm, chẳng hạn như để phân biệt giữa các từ đồng âm, ví dụ замо́к (zamók - ổ khóa) và за́мок (zámok - lâu đài), hoặc để chỉ ra cách phát âm thích hợp của các từ hoặc tên không phổ biến.

## Phân loại
Tiếng Nga là một ngôn ngữ Đông Slav thuộc hệ Ấn-Âu. Nó là hậu duệ của ngôn ngữ được sử dụng trong Kievan Rus ', một tập đoàn lỏng lẻo của các bộ lạc Đông Slav từ cuối thế kỷ 9 đến giữa thế kỷ 13. Theo quan điểm của ngôn ngữ nói, họ hàng gần nhất của nó là tiếng Ukraina, tiếng Belarus và tiếng Rusyn, ba ngôn ngữ khác trong nhánh Đông Slav. Ở nhiều nơi ở miền đông và miền nam Ukraine và khắp Belarus, những ngôn ngữ này được sử dụng thay thế cho nhau, và ở một số khu vực nhất định, song ngữ truyền thống đã dẫn đến sự hỗn hợp ngôn ngữ như tiếng Surzhyk ở miền đông Ukraine và Trasianka ở Belarus. Một phương ngữ Novgorod cổ Đông Slavic, mặc dù nó đã biến mất trong thế kỷ 15 hoặc 16, đôi khi được coi là đã đóng một vai trò quan trọng trong việc hình thành tiếng Nga hiện đại. Ngoài ra, tiếng Nga cũng có những điểm tương đồng từ vựng đáng chú ý với tiếng Bungari do ảnh hưởng chung về tiếng Slav của Nhà thờ đối với cả hai ngôn ngữ, cũng như do sự tương tác muộn hơn vào thế kỷ 19 và 20, ngữ pháp tiếng Bungari khác hẳn với tiếng Nga. Vào thế kỷ 19 (ở Nga cho đến năm 1917), ngôn ngữ này thường được gọi là " Tiếng Nga vĩ đại " để phân biệt với tiếng Belarus, sau đó được gọi là "Tiếng Nga trắng" và tiếng Ukraina, sau đó được gọi là "Tiếng Nga nhỏ".
Từ vựng (chủ yếu là các từ trừu tượng và văn học), các nguyên tắc hình thành từ, và, ở một mức độ nào đó, cách hiểu và phong cách văn học của tiếng Nga cũng bị ảnh hưởng bởi Church Slavonic, một dạng ngôn ngữ Slavonic Nhà thờ cổ Nam Slav được sử dụng một phần. của Nhà thờ Chính thống Nga. Tuy nhiên, các hình thức Đông Slav có xu hướng chỉ được sử dụng trong các phương ngữ khác nhau đang bị suy giảm nhanh chóng. Trong một số trường hợp, cả hai dạng Slavonic Đông và Giáo hội Slavonic đều được sử dụng, với nhiều ý nghĩa khác nhau. Để biết chi tiết, xem Âm vị học tiếng Nga và Lịch sử ngôn ngữ Nga.
Qua nhiều thế kỷ, từ vựng và phong cách văn học của tiếng Nga cũng bị ảnh hưởng bởi các ngôn ngữ Tây Âu và Trung Âu như Hy Lạp, Latinh, Ba Lan, Hà Lan, Đức, Pháp, Ý và Anh, và ở một mức độ thấp hơn các ngôn ngữ ở phía nam và phía đông: tiếng Uralic, tiếng Turkic, tiếng Ba Tư, và tiếng Ả Rập, cũng như tiếng Do Thái.
Theo Học viện Ngôn ngữ Quốc phòng ở Monterey, California, tiếng Nga được phân loại là ngôn ngữ cấp III về mức độ khó học đối với người nói tiếng Anh bản ngữ, cần khoảng 1.100 giờ giảng dạy để đạt được độ trôi chảy trung bình. Nó cũng được Cộng đồng Tình báo Hoa Kỳ coi là ngôn ngữ "mục tiêu khó", do cả những người nói tiếng Anh khó thành thạo và vai trò quan trọng của nó trong chính sách thế giới của Hoa Kỳ.

## Tiếng Nga tiêu chuẩn
Những chia rẽ và xung đột phong kiến cũng như những trở ngại khác đối với việc trao đổi hàng hóa và tư tưởng mà các chính thể Nga cổ đại đã phải gánh chịu trước đây và đặc biệt là dưới ách thống trị của người Mông Cổ đã củng cố sự khác biệt biện chứng và trong một thời gian đã ngăn cản sự xuất hiện của ngôn ngữ quốc gia được chuẩn hóa. Sự hình thành của nhà nước Nga thống nhất và tập trung vào thế kỷ XV và XVI và sự xuất hiện dần dần của một không gian chính trị, kinh tế và văn hóa chung đã tạo ra nhu cầu về một ngôn ngữ chuẩn chung. Sự thúc đẩy ban đầu cho việc tiêu chuẩn hóa đến từ bộ máy hành chính của chính phủ vì việc thiếu một công cụ giao tiếp đáng tin cậy trong các vấn đề hành chính, pháp lý và tư pháp đã trở thành một vấn đề thực tế rõ ràng. Những nỗ lực sớm nhất trong việc chuẩn hóa tiếng Nga được thực hiện dựa trên cái gọi là ngôn ngữ chính thức hoặc thủ tướng Moscow. Kể từ đó, logic cơ bản của cải cách ngôn ngữ ở Nga chủ yếu phản ánh những cân nhắc về việc tiêu chuẩn hóa và hợp lý hóa các quy tắc và chuẩn mực ngôn ngữ để đảm bảo vai trò của tiếng Nga như một công cụ giao tiếp và hành chính thực tế.
Hình thức chuẩn hiện tại của tiếng Nga thường được coi là ngôn ngữ văn học Nga hiện đại (современный русский литературный язык - "sovremenny russky literaturny yazyk"). Nó xuất hiện vào đầu thế kỷ XVIII với những cải cách hiện đại hóa của nhà nước Nga dưới sự cai trị của Peter Đại đế, và được phát triển từ phương ngữ Moscow (Trung hoặc Trung Nga) dưới ảnh hưởng của một số ngôn ngữ thủ tướng Nga của thế kỷ trước.
Mikhail Lomonosov lần đầu tiên biên soạn một cuốn sách chuẩn hóa ngữ pháp vào năm 1755; năm 1783, từ điển tiếng Nga giải thích đầu tiên của Viện Hàn lâm Nga xuất hiện. Vào cuối thế kỷ XVIII và XIX, thời kỳ được gọi là "Thời kỳ hoàng kim", ngữ pháp, từ vựng và cách phát âm của tiếng Nga đã được ổn định và chuẩn hóa, và nó trở thành ngôn ngữ văn học toàn quốc; trong khi đó, nền văn học nổi tiếng thế giới của Nga lại phát triển mạnh mẽ.
Cho đến thế kỷ XX, hình thức nói của ngôn ngữ này là ngôn ngữ chỉ của tầng lớp quý tộc thượng lưu và dân cư thành thị, vì nông dân Nga từ nông thôn tiếp tục nói tiếng địa phương của họ. Vào giữa thế kỷ XX, những phương ngữ như vậy đã bị loại bỏ với sự ra đời của hệ thống giáo dục bắt buộc do chính phủ Liên Xô thiết lập. Mặc dù đã chính thức hóa tiếng Nga chuẩn, một số đặc điểm phương ngữ không chuẩn (chẳng hạn như tiếng [ɣ] fricative trong phương ngữ miền Nam Nga) vẫn được quan sát thấy trong ngôn ngữ nói thông tục.

## Phân bố địa lý

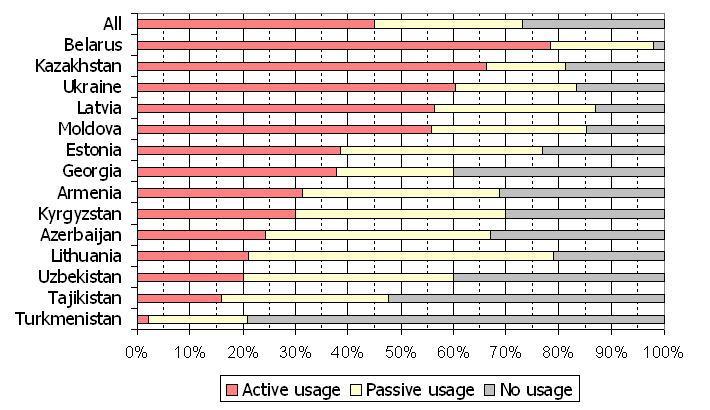
Năng lực tiếng Nga ở các nước thuộc Liên Xô cũ (trừ Nga), 2004

Năm 2010, có 259,8 triệu người nói tiếng Nga trên thế giới: ở Nga - 137,5 triệu, ở các nước SNG và Baltic - 93,7 triệu, ở Đông Âu - 12,9 triệu, Tây Âu - 7,3 triệu, châu Á - 2,7 triệu, Trung Đông và Bắc Phi - 1,3 triệu, Châu Phi cận Sahara - 0,1 triệu, Mỹ Latinh - 0,2 triệu, Mỹ, Canada, Úc và New Zealand - 4,1 triệu người nói. Do đó, tiếng Nga đứng thứ bảy trên thế giới về số lượng người nói, sau tiếng Anh, tiếng Quan Thoại, tiếng Hindi-Urdu, tiếng Tây Ban Nha, tiếng Pháp, tiếng Ả Rập và tiếng Bồ Đào Nha.
Tiếng Nga là một trong sáu ngôn ngữ chính thức của Liên hợp quốc. Giáo dục bằng tiếng Nga vẫn là một lựa chọn phổ biến đối với cả người Nga là ngôn ngữ thứ hai (RSL) và người bản ngữ ở Nga cũng như nhiều nước cộng hòa thuộc Liên Xô cũ. Tiếng Nga vẫn được coi là một ngôn ngữ quan trọng cho trẻ em học ở hầu hết các nước cộng hòa thuộc Liên Xô cũ.

### Châu Âu

Tỷ lệ phần trăm người dân Ukraina sử dụng tiếng Nga là ngôn ngữ mẹ đẻ của họ theo điều tra dân số năm 2001 (ở các vùng).

Ở Belarus, tiếng Nga là ngôn ngữ nhà nước thứ hai cùng với tiếng Belarus theo Hiến pháp Belarus. 77% dân số thông thạo tiếng Nga vào năm 2006 và 67% sử dụng nó làm ngôn ngữ chính trong gia đình, bạn bè hoặc tại nơi làm việc.
Ở Estonia, 29,6% dân số nói tiếng Nga theo ước tính năm 2011 từ World Factbook. và chính thức được coi là ngoại ngữ. Giáo dục trường học bằng tiếng Nga là một điểm rất bị coi thường trong chính trị Estonia nhưng đã có những hứa hẹn vào năm 2019 rằng những trường học như vậy sẽ vẫn mở trong tương lai gần.
Ở Latvia, tiếng Nga chính thức được coi là một ngoại ngữ. 55% dân số thông thạo tiếng Nga vào năm 2006 và 26% sử dụng nó làm ngôn ngữ chính trong gia đình, bạn bè hoặc tại nơi làm việc. Vào ngày 18 tháng 2 năm 2012, Latvia đã tổ chức một cuộc trưng cầu dân ý về hiến pháp về việc có chấp nhận tiếng Nga là ngôn ngữ chính thức thứ hai hay không. Theo Ủy ban Bầu cử Trung ương, 74,8% bỏ phiếu chống, 24,9% bỏ phiếu tán thành và tỷ lệ cử tri đi bỏ phiếu là 71,1%. Bắt đầu từ năm 2019, việc giảng dạy bằng tiếng Nga sẽ dần dần bị ngừng trong các trường cao đẳng và đại học tư nhân ở Latvia, cũng như chương trình giảng dạy chung trong các trường trung học công lập của Latvia.
Ở Litva, tiếng Nga là không chính thức, nhưng nó vẫn giữ chức năng của một lingua franca. Trái ngược với hai quốc gia Baltic khác, Litva có một nhóm thiểu số nói tiếng Nga tương đối nhỏ (5,0% tính đến năm 2008).
Ở Moldova, tiếng Nga được coi là ngôn ngữ giao tiếp giữa các sắc tộc theo luật từ thời Liên Xô. 50% dân số thông thạo tiếng Nga vào năm 2006 và 19% sử dụng nó làm ngôn ngữ chính trong gia đình, bạn bè hoặc tại nơi làm việc.
Theo điều tra dân số năm 2010 ở Nga, 138 triệu người (99,4% số người được hỏi) chỉ ra kỹ năng tiếng Nga, trong khi theo điều tra dân số năm 2002 là 142,6 triệu người (99,2% số người được hỏi).
Ở Ukraine, tiếng Nga được coi là ngôn ngữ giao tiếp giữa các sắc tộc và là ngôn ngữ thiểu số, theo Hiến pháp Ukraina năm 1996. Theo ước tính từ Demoskop Weekly, trong năm 2004, có 14.400.000 người bản ngữ nói tiếng Nga trong cả nước và 29 triệu người nói năng động. 65% dân số thông thạo tiếng Nga vào năm 2006 và 38% sử dụng nó làm ngôn ngữ chính trong gia đình, bạn bè hoặc tại nơi làm việc. Vào ngày 5 tháng 9 năm 2017, Quốc hội Ukraine đã thông qua luật giáo dục mới cấm giáo dục tiểu học đối với tất cả học sinh bằng bất kỳ ngôn ngữ nào trừ tiếng Ukraine. Đạo luật này vấp phải sự chỉ trích từ các quan chức ở Nga.
Vào thế kỷ 20, tiếng Nga là ngôn ngữ bắt buộc được dạy trong trường học của các thành viên của Khối Hiệp ước Warsaw cũ và ở các quốc gia khác từng là vệ tinh của Liên Xô. Theo khảo sát của Eurobarometer năm 2005, khả năng thông thạo tiếng Nga vẫn khá cao (20–40%) ở một số quốc gia, đặc biệt là những quốc gia mà người dân nói tiếng Slav và do đó có lợi thế trong việc học tiếng Nga.   (cụ thể là Ba Lan, Cộng hòa Séc, Slovakia và Bulgaria).
Các nhóm nói tiếng Nga đáng kể cũng tồn tại ở Tây Âu. Những điều này đã được nuôi dưỡng bởi một số làn sóng người nhập cư kể từ đầu thế kỷ 20, mỗi nơi đều có hương vị ngôn ngữ riêng. Vương quốc Anh, Đức, Phần Lan, Tây Ban Nha, Bồ Đào Nha, Pháp, Ý, Bỉ, Hy Lạp, Na Uy và Áo có cộng đồng nói tiếng Nga đáng kể.

### Châu Á
Ở Armenia, tiếng Nga không có địa vị chính thức, nhưng nó được công nhận là ngôn ngữ thiểu số theo Công ước khung về bảo vệ người thiểu số quốc gia. 30% dân số thông thạo tiếng Nga vào năm 2006 và 2% sử dụng nó làm ngôn ngữ chính trong gia đình, bạn bè hoặc tại nơi làm việc.
Ở Azerbaijan, tiếng Nga không có địa vị chính thức, nhưng là một lingua franca của đất nước này. 26% dân số thông thạo tiếng Nga vào năm 2006 và 5% sử dụng nó làm ngôn ngữ chính trong gia đình, bạn bè hoặc tại nơi làm việc.
Ở Trung Quốc, tiếng Nga không có địa vị chính thức, nhưng nó được sử dụng bởi các cộng đồng nhỏ người Nga ở tỉnh Hắc Long Giang, đông bắc nước này.
Ở Gruzia, tiếng Nga không có địa vị chính thức, nhưng nó được công nhận là ngôn ngữ thiểu số theo Công ước Khung về Bảo vệ Người thiểu số Quốc gia. Theo World Factbook, tiếng Nga là ngôn ngữ của 9% dân số. Ethnologue coi tiếng Nga là ngôn ngữ làm việc trên thực tế của đất nước này.
Ở Kazakhstan, tiếng Nga không phải là ngôn ngữ nhà nước, nhưng theo Điều 7 của Hiến pháp Kazakhstan, cách sử dụng của nó được hưởng địa vị bình đẳng như ngôn ngữ Kazakhstan trong hành chính nhà nước và địa phương. Điều tra dân số năm 2009 báo cáo rằng 10.309.500 người, chiếm 84,8% dân số từ 15 tuổi trở lên, có thể đọc và viết tốt tiếng Nga, cũng như hiểu ngôn ngữ nói.
Ở Kyrgyzstan, tiếng Nga là ngôn ngữ đồng chính thức theo điều 5 của Hiến pháp Kyrgyzstan. Điều tra dân số năm 2009 cho biết 482.200 người nói tiếng Nga như ngôn ngữ mẹ đẻ, chiếm 8,99% dân số. Ngoài ra, 1.854.700 cư dân Kyrgyzstan từ 15 tuổi trở lên nói thành thạo tiếng Nga như ngôn ngữ thứ hai, chiếm 49,6% dân số trong độ tuổi.
Ở Tajikistan, tiếng Nga là ngôn ngữ giao tiếp giữa các sắc tộc theo Hiến pháp Tajikistan và được phép sử dụng trong các tài liệu chính thức. 28% dân số thông thạo tiếng Nga vào năm 2006 và 7% sử dụng nó làm ngôn ngữ chính trong gia đình, bạn bè hoặc tại nơi làm việc. World Factbook lưu ý rằng tiếng Nga được sử dụng rộng rãi trong chính phủ và doanh nghiệp.
Tại Turkmenistan, tiếng Nga mất vị trí là lingua franca chính thức vào năm 1996. Tiếng Nga được 12% dân số nói theo một ước tính chưa xác định từ World Factbook. Tuy nhiên, báo chí và trang web của nhà nước Turkmen thường xuyên đăng tải tài liệu bằng tiếng Nga và có tờ báo tiếng Nga Neytralny Turkmenistan, kênh truyền hình TV4, và có những trường học như Trường Trung học Liên cấp Turkmen-Russian
Ở Uzbekistan, tiếng Nga là ngôn ngữ giao tiếp giữa các sắc tộc trong quốc gia. Nó có một số vai trò chính thức, được cho phép trong tài liệu chính thức và là lingua franca của đất nước và ngôn ngữ của giới thượng lưu. Tiếng Nga được 14,2% dân số nói theo một ước tính không xác định từ World Factbook.
Năm 2005, tiếng Nga là ngoại ngữ được giảng dạy rộng rãi nhất ở Mông Cổ, và bắt buộc từ lớp 7 trở đi như một ngoại ngữ thứ hai vào năm 2006.
Tiếng Nga cũng được nói ở Israel. Số lượng người Israel nói tiếng Nga bản địa chiếm khoảng 1,5 triệu người Israel, 15% dân số. Báo chí và các trang web của Israel thường xuyên xuất bản các tài liệu bằng tiếng Nga và có các tờ báo, đài truyền hình, trường học và các phương tiện truyền thông xã hội của Nga có trụ sở tại nước này. Có một kênh truyền hình của Israel chủ yếu phát sóng bằng tiếng Nga với Israel Plus. Xem thêm tiếng Nga ở Israel.
Tiếng Nga cũng được một số ít người ở Afghanistan sử dụng như ngôn ngữ thứ hai.
Ở Việt Nam, tiếng Nga đã được đưa vào chương trình tiểu học cùng với tiếng Trung và tiếng Nhật và được mệnh danh là "ngoại ngữ đầu tiên" để học sinh Việt Nam học, ngang hàng với tiếng Anh.

### Bắc Mỹ
Ngôn ngữ này lần đầu tiên được giới thiệu ở Bắc Mỹ khi các nhà thám hiểm người Nga hành trình đến Alaska và tuyên bố nó thuộc về Nga trong thế kỷ 18. Mặc dù hầu hết những người thực dân Nga đã rời đi sau khi Hoa Kỳ mua đất vào năm 1867, một số ít vẫn ở lại và bảo tồn tiếng Nga ở khu vực này cho đến ngày nay, mặc dù chỉ còn lại một số người già nói được phương ngữ độc đáo này. Ở Nikolaevsk, Alaska tiếng Nga được nói nhiều hơn tiếng Anh. Các cộng đồng nói tiếng Nga khá lớn cũng tồn tại ở Bắc Mỹ, đặc biệt là ở các trung tâm đô thị lớn của Mỹ và Canada, chẳng hạn như Thành phố New York, Philadelphia, Boston, Los Angeles, Nashville, San Francisco, Seattle, Spokane, Toronto, Baltimore, Miami, Chicago, Denver và Cleveland. Ở một số địa điểm, họ phát hành báo riêng và sống trong các vùng dân tộc thiểu số (đặc biệt là thế hệ người nhập cư bắt đầu đến vào đầu những năm 1960). Tuy nhiên, chỉ có khoảng 25% trong số họ là người dân tộc Nga. Trước khi Liên Xô tan rã, phần lớn những người Russophone ở Brighton Beach, Brooklyn ở Thành phố New York là người Do Thái nói tiếng Nga. Sau đó, dòng chảy từ các nước thuộc Liên Xô cũ đã thay đổi số liệu thống kê phần nào, với những người gốc Nga và Ukraina nhập cư cùng với một số người Nga gốc Do Thái và Trung Á. Theo Điều tra Dân số Hoa Kỳ, vào năm 2007, tiếng Nga là ngôn ngữ chính được sử dụng trong nhà của hơn 850.000 cá nhân sống ở Hoa Kỳ.
Trong nửa sau của thế kỷ 20, tiếng Nga là ngoại ngữ phổ biến nhất ở Cuba. Ngoài việc được giảng dạy tại các trường đại học và trường học, cũng có các chương trình giáo dục trên đài phát thanh và TV. Tuy nhiên, bắt đầu từ tháng 1 năm 2019, truyền hình Cuba sẽ mở một chương trình giáo dục dành cho tiếng Nga. Dự án này hoàn toàn có quyền được gọi là dự kiến, bởi vì sự hợp tác Nga - Cuba là một định hướng chiến lược được phát triển tích cực khi ngày càng có nhiều người trẻ quan tâm đến tiếng Nga, người dẫn chương trình Giáo dục cho biết. Đại học Bang Havana đã bắt đầu đào tạo chuyên ngành cử nhân được gọi là Ngôn ngữ Nga và Ngoại ngữ thứ hai. Ngoài ra còn có khoa tiếng Nga, nơi sinh viên có thể xem kỹ sách điện tử mà không cần kết nối internet. Các khóa học bổ sung về tiếng Nga được mở tại hai trường học ở thủ đô Cuba. Ước tính có khoảng 200.000 người nói tiếng Nga ở Cuba, trong đó hơn 23.000 người Cuba học cao hơn ở Liên Xô cũ và sau đó ở Nga, và một nhóm quan trọng khác từng học tại các trường quân sự và kỹ thuật viên, cộng với gần 2.000 người Nga đang cư trú tại Cuba và con cháu của họ.

## Bảng chữ cái
| А /a/ | Б /b/  | В /v/  | Г /g/ | Д /d/ | Е /je/ | Ё /jo/ | Ж /ʐ/ | З /z/ | И /i/  | Й /j/  |
| К /k/ | Л /l/  | М /m/  | Н /n/ | О /o/ | П /p/  | Р /r/  | С /s/ | Т /t/ | У /u/  | Ф /f/  |
| Х /x/ | Ц /ts/ | Ч /tɕ/ | Ш /ʂ/ | Щ ɕɕ  | Ъ /-/  | Ы /ɨ/  | Ь /-/ | Э /e/ | Ю /ju/ | Я /ja/ |

## Phụ âm
|            |      | Môi-môi   | Môi-răng  | Răng và lợi | Sau lợi     | Ngạc cứng | Ngạc mềm   |
| Mũi        | nặng | /m/       |           | /n/         |             |           |            |
| Mũi        | nhẹ  | /mʲ/      |           | /nʲ/        |             |           |            |
| Tắc        | nặng | /p/ /b/   |           | /t/ /d/     |             |           | /k/ /ɡ/    |
| Tắc        | nhẹ  | /pʲ/ /bʲ/ |           | /tʲ/ /dʲ/   |             |           | /kʲ/* [ɡʲ] |
| Phụ âm kép | nặng |           |           | /ts/        |             |           |            |
| Phụ âm kép | nhẹ  |           |           |             | /tɕ/        |           |            |
| Xát        | nặng |           | /f/ /v/   | /s/ /z/     | /ʂ/ /ʐ/     |           | /x/ [ɣ]    |
| Xát        | nhẹ  |           | /fʲ/ /vʲ/ | /sʲ/ /zʲ/   | /ɕː/* /ʑː/* |           | [xʲ] [ɣʲ]  |
| Rung       | nặng |           |           | /r/         |             |           |            |
| Rung       | nhẹ  |           |           | /rʲ/        |             |           |            |
| Tiếp cận   | nặng |           |           | /l/         |             |           |            |
| Tiếp cận   | nhẹ  |           |           | /lʲ/        |             | /j/       |            |

## Ví dụ
Зи́мний ве́чер IPA: [ˈzʲimnʲɪj ˈvʲetɕɪr]
Бу́ря мгло́ю не́бо кро́ет, [ˈburʲɐ ˈmɡloju ˈnʲɛbɐ ˈkroɪt]
Ви́хри сне́жные крутя́; [ˈvʲixrʲɪ ˈsʲnʲɛʐnɨɪ kruˈtʲa]
То, как зверь, она́ заво́ет, [to kak zvʲerʲ ɐˈna zɐˈvoɪt]
То запла́чет, как дитя́, [to zɐˈplatɕɪt, kak dʲɪˈtʲa]
То по кро́вле обветша́лой [to po ˈkrovlʲɪ ɐbvʲɪˈtʂaləj]
Вдруг соло́мой зашуми́т, [vdruk sɐˈloməj zəʂuˈmʲit]
То, как пу́тник запозда́лый, [to kak ˈputnʲɪk zəpɐˈzdalɨj]
К нам в око́шко застучи́т. [knam vɐˈkoʂkə zəstuˈtɕit].

## Thống kê
| Nguồn                                                                       | Bản ngữ     | Xếp hạng bản ngữ | Tổng số người nói | Xếp hạng tổng cộng     |
| --------------------------------------------------------------------------- | ----------- | ---------------- | ----------------- | ---------------------- |
| G. Weber, "Top Languages", Language Monthly, 3: 12–18, 1997, ISSN 1369-9733 | 160,000,000 | 8                | 285,000,000       | 5                      |
| World Almanac (1999)                                                        | 145,000,000 | 8 (2005)         | 275,000,000       | 5                      |
| SIL (2000 WCD)                                                              | 145,000,000 | 8                | 255,000,000       | 5–6 (tied with Arabic) |
| CIA World Factbook (2005)                                                   | 160,000,000 | 8                |                   |                        |

## Số người nói tại các quốc gia
| Quốc gia     | Số người nói | Tỉ lệ | Năm  | Chú thích |
| ------------ | ------------ | ----- | ---- | --------- |
| Armenia      | 23,484       | 0.8%  | 2011 | [ 80 ]    |
| Úc           | 44,058       | 0.2%  | 2011 | [ 80 ]    |
| Áo           | 8,446        | 0.1%  | 2001 | [ 80 ]    |
| Azerbaijan   | 122,449      | 1.4%  | 2009 | [ 80 ]    |
| Belarus      | 6,672,964    | 70.2% | 2009 | [ 80 ]    |
| Canada       | 112,150      | 0.3%  | 2011 | [ 80 ]    |
| Croatia      | 1,592        | 0.04% | 2011 | [ 80 ]    |
| Cộng hòa Síp | 20,984       | 2.5%  | 2011 | [ 80 ]    |
| Cộng hòa Séc | 31,622       | 0.3%  | 2011 | [ 80 ]    |
| Estonia      | 383,118      | 29.6% | 2011 | [ 80 ]    |
| Phần Lan     | 54,559       | 1.0%  | 2010 | [ 80 ]    |
| Gruzia       | 16,355       | 0.4%  | 2002 | [ 80 ]    |
| Israel       | 1,155,960    | 15%   | 2011 | [ 81 ]    |
| Kyrgyzstan   | 602,806      | 12.9% | 1999 | [ 80 ]    |
| Latvia       | 698,757      | 33.8% | 2011 | [ 80 ]    |
| Litva        | 218,383      | 7.2%  | 2011 | [ 80 ]    |
| Moldova      | 380,796      | 11.3% | 2004 | [ 80 ]    |
| New Zealand  | 7,896        | 0.2%  | 2006 | [ 80 ]    |
| Ba Lan       | 21,916       | 0.1%  | 2011 | [ 80 ]    |
| România      | 29,246       | 0.1%  | 2002 | [ 80 ]    |
| Nga          | 137,494,893  | 96.2% | 2010 | [ 80 ]    |
| Serbia       | 3,179        | 0.04% | 2011 | [ 80 ]    |
| Slovakia     | 1,866        | 0.03% | 2001 | [ 80 ]    |
| Tajikistan   | 40,598       | 0.5%  | 2010 | [ 80 ]    |
| Ukraina      | 14,273,670   | 29.6% | 2001 | [ 80 ]    |
| Hoa Kỳ       | 706,242      | 0.3%  | 2000 | [ 80 ]    |